# Ovčji mesnatovec
Ovčji mesnatovec (znanstveno ime Albatrellus ovinus) je gliva iz rodu mesnatovcev (Albatrellus). V Sloveniji je znan tudi pod imenom ovčje vime.
Ovčji mesnatovec je bližnji sorodnik bolj redkega rumenečega mesnatovca.

## Značilnosti
Klobuk je pri mladih gobah izbočen, kasneje pa se delno izravna in doseže do 6 cm v premeru. Pri mladih primerkih je klobuk sivkasto bele barve, kasneje pa postane rumenkast.
Trosovnica je sestavljena iz belih in drobnih cevk, ki na pritisk porumenijo. Cevke so kratke in se spuščajo po betu navzdol.
Bet je kratek in valjast. Značilno zanj je, da je trd in enako debel po celi dolžini.
Meso je pri mladih gobah dokaj mehko, kasneje pa otrdi. Ima mil okus in prijeten vonj, ki spominja na mandlje.

## Razširjenost in življenjski prostor
Ovčji mesnatovec se pojavlja v iglastih gozdovih, kjer raste v velikih skupinah.

## Mikroskopske značilnosti
Trosni odtis je bele barve. Trosi so široko elipsasti s tankimi stenami,neamiloidni in merijo 4–5 x 3–4,5 μm.

## Podobne vrste
- rumeneči mesnatovec (Albatrellus subrubescens)
- zeleneči razpokanec (Laeticutis cristata)
- zraščena mesnatovka (Albatrellopsis confluens)

## Uporabnost
Je užitna in vsestransko uporabna. Komercialno se prodaja na Finskem. 